# A szezon során 50 gólt ütő, NHL-ben játszó játékosok listája
Itt azok a játékosok szerepelnek, akik egy szezon során minimum 50 gólt ütöttek. Ez csak a legjobb csatároknak sikerül. A legelső ilyen játékos a legendás Maurice Richard volt, aki a Montréal Canadiensben játszott. Egyben ő volt az első, aki 50 gól/50 meccs-es szezont ért el.

## Játékosok

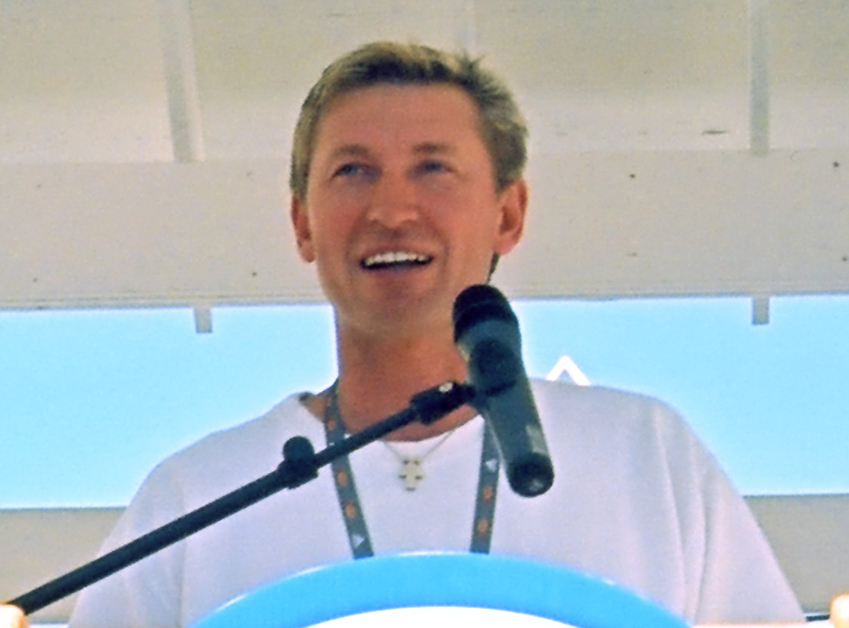
Wayne Gretzky

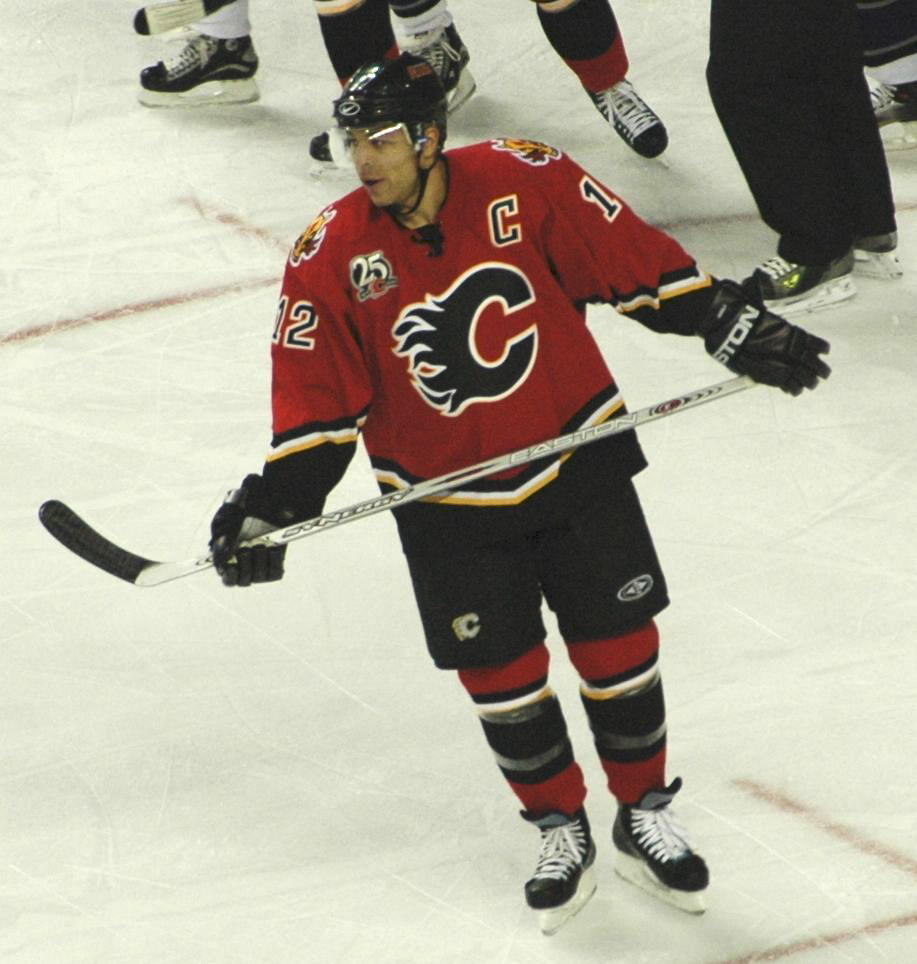
Jarome Iginla

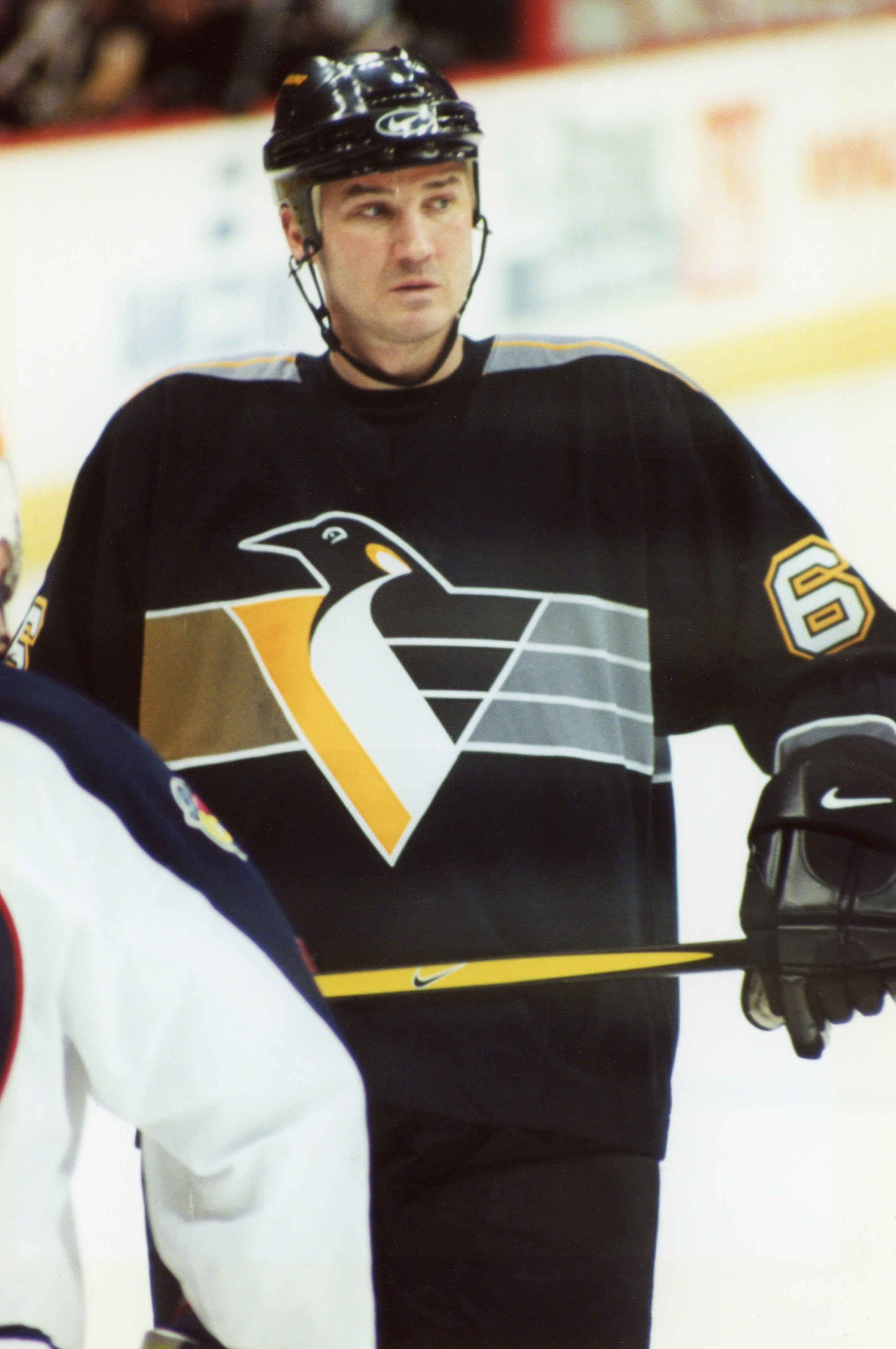
Mario Lemieux

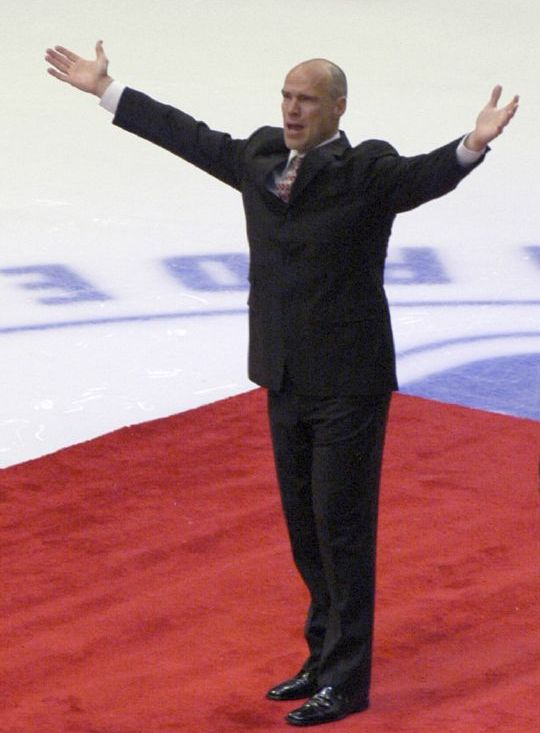
Mark Messier

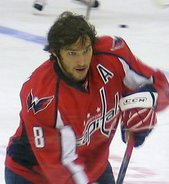
Alekszandr Ovecskin

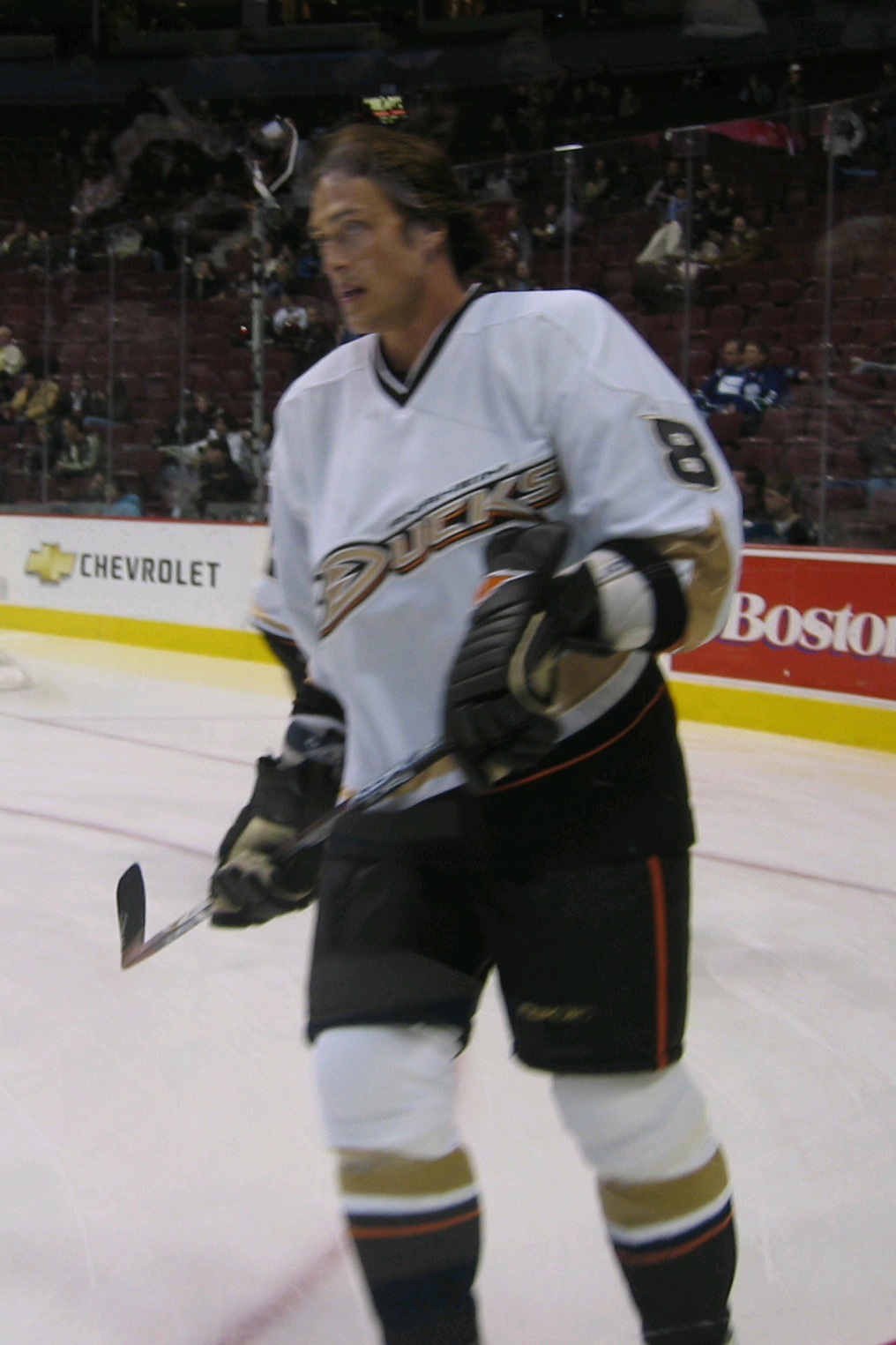
Teemu Selänne

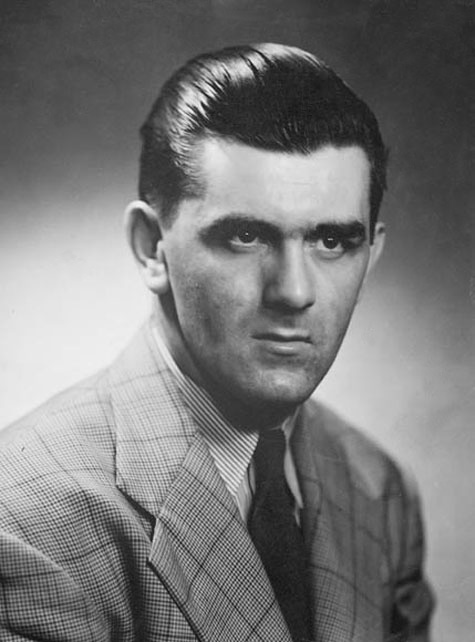
Marice Richard

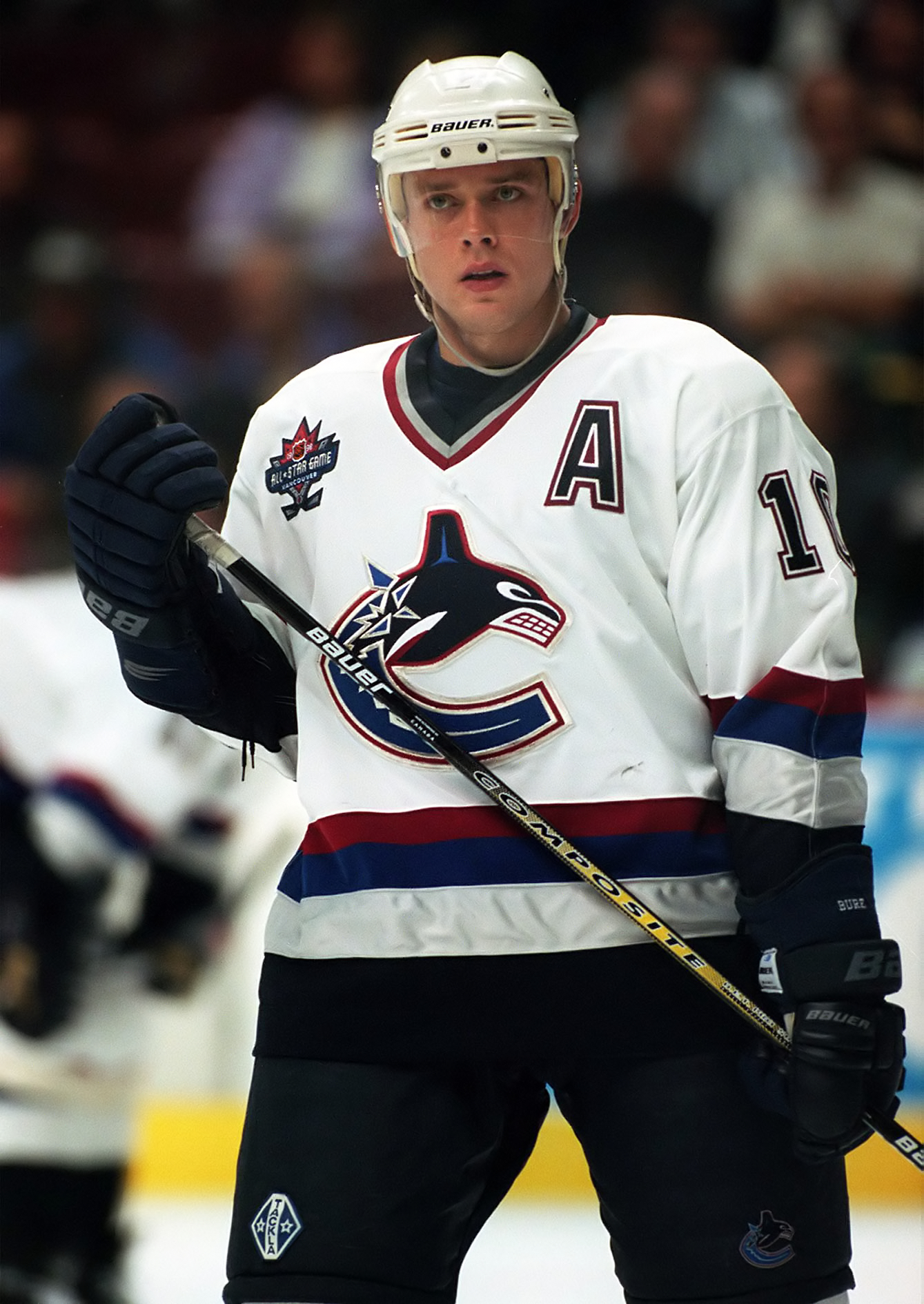
Pavel Bure

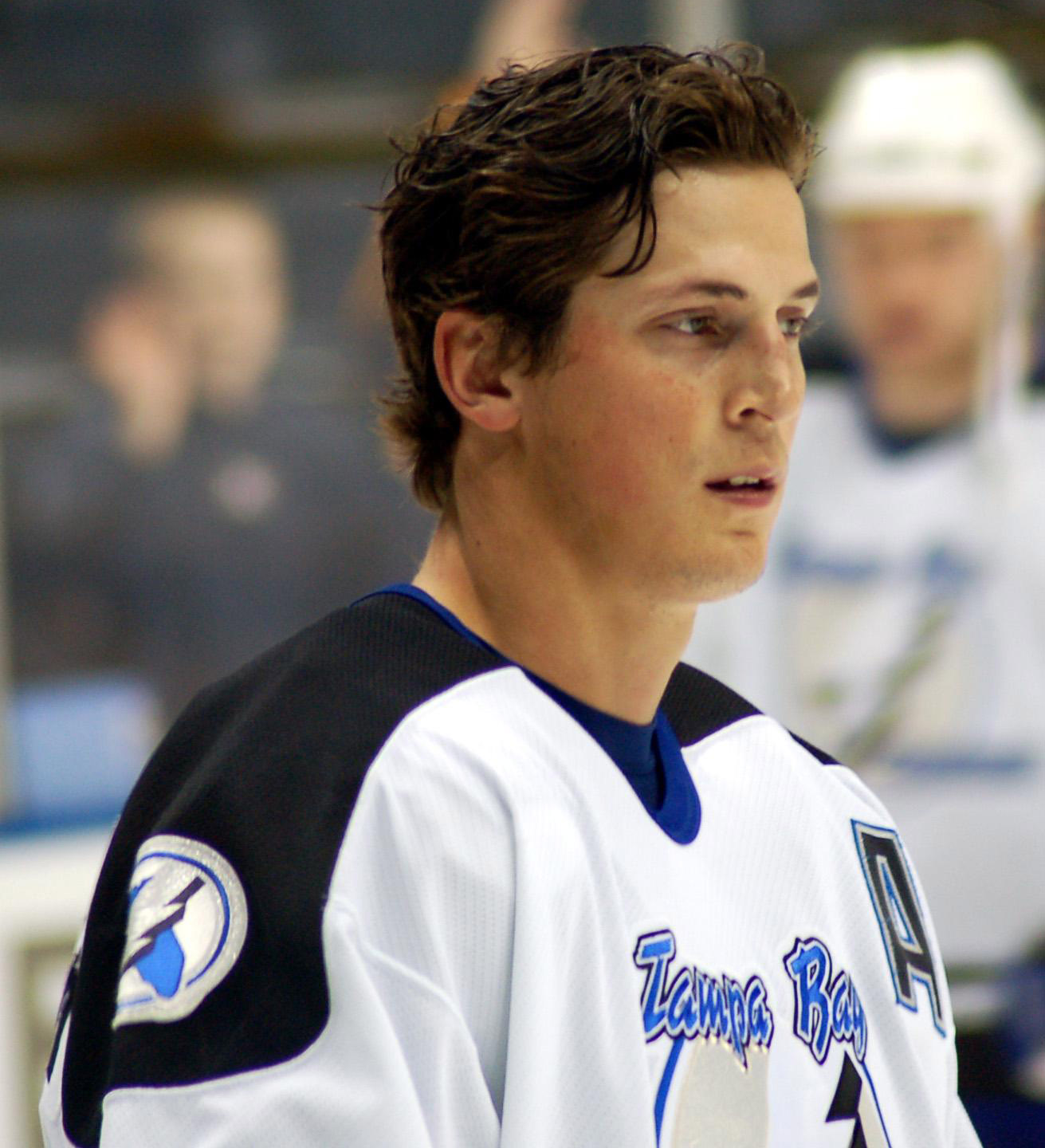
Vincent Lecavalier

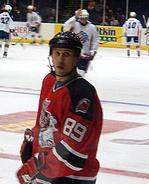
Alekszandr Mogilnij

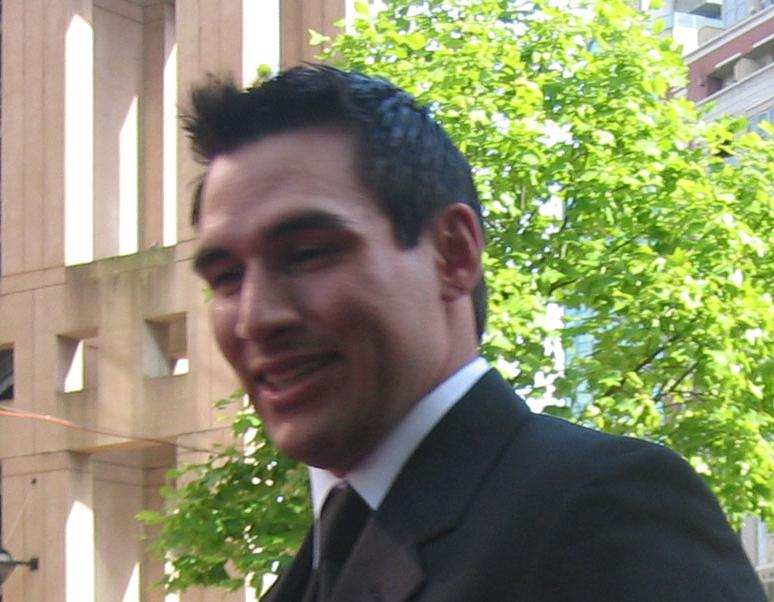
Jonathan Cheechoo

| Játékos              | Csapat                              | Szezon    | MSz | G  |
| -------------------- | ----------------------------------- | --------- | --- | -- |
| Glenn Anderson       | Edmonton Oilers                     | 1983–1984 | 80  | 54 |
| Glenn Anderson       | Edmonton Oilers                     | 1985–1986 | 72  | 54 |
| Dave Andreychuk      | Buffalo Sabres/Toronto Maple Leafs  | 1992–1993 | 83  | 54 |
| Dave Andreychuk      | Toronto Maple Leafs                 | 1993–1994 | 83  | 53 |
| Wayne Babych         | St. Louis Blues                     | 1980–1981 | 78  | 54 |
| Bill Barber          | Philadelphia Flyers                 | 1975–1976 | 80  | 50 |
| Brian Bellows        | Minnesota North Stars               | 1989–1990 | 80  | 55 |
| Peter Bondra         | Washington Capitals                 | 1995–1996 | 67  | 52 |
| Peter Bondra         | Washington Capitals                 | 1997–1998 | 76  | 52 |
| Mike Bossy           | New York Islanders                  | 1977–1978 | 73  | 53 |
| Mike Bossy           | New York Islanders                  | 1978–1979 | 80  | 69 |
| Mike Bossy           | New York Islanders                  | 1979–1980 | 75  | 51 |
| Mike Bossy           | New York Islanders                  | 1980–1981 | 79  | 68 |
| Mike Bossy           | New York Islanders                  | 1981–1982 | 80  | 64 |
| Mike Bossy           | New York Islanders                  | 1982–1983 | 79  | 60 |
| Mike Bossy           | New York Islanders                  | 1983–1984 | 67  | 51 |
| Mike Bossy           | New York Islanders                  | 1984–1985 | 76  | 58 |
| Mike Bossy           | New York Islanders                  | 1985–1986 | 80  | 61 |
| John Bucyk           | Boston Bruins                       | 1970–1971 | 78  | 51 |
| Mike Bullard         | Pittsburgh Penguins                 | 1983–1984 | 76  | 51 |
| Pavel Bure           | Vancouver Canucks                   | 1992–1993 | 83  | 60 |
| Pavel Bure           | Vancouver Canucks                   | 1993–1994 | 76  | 60 |
| Pavel Bure           | Vancouver Canucks                   | 1997–1998 | 82  | 51 |
| Pavel Bure           | Florida Panthers                    | 1999–2000 | 74  | 58 |
| Pavel Bure           | Florida Panthers                    | 2000–2001 | 82  | 59 |
| Bobby Carpenter      | Washington Capitals                 | 1984–1985 | 80  | 53 |
| Jimmy Carson         | Los Angeles Kings                   | 1987–1988 | 80  | 55 |
| Jonathan Cheechoo    | San Jose Sharks                     | 2005–2006 | 82  | 56 |
| Guy Chouinard        | Atlanta Flames                      | 1978–1979 | 80  | 50 |
| Dino Ciccarelli      | Minnesota North Stars               | 1981–1982 | 76  | 55 |
| Dino Ciccarelli      | Minnesota North Stars               | 1986–1987 | 80  | 52 |
| Sidney Crosby        | Pittsburgh Penguins                 | 2009–2010 | 81  | 51 |
| Marcel Dionne        | Los Angeles Kings                   | 1976–1977 | 80  | 53 |
| Marcel Dionne        | Los Angeles Kings                   | 1978–1979 | 80  | 59 |
| Marcel Dionne        | Los Angeles Kings                   | 1979–1980 | 80  | 53 |
| Marcel Dionne        | Los Angeles Kings                   | 1980–1981 | 80  | 58 |
| Marcel Dionne        | Los Angeles Kings                   | 1981–1982 | 78  | 50 |
| Marcel Dionne        | Los Angeles Kings                   | 1982–1983 | 80  | 56 |
| Leon Draisaitl       | Edmonton Oilers                     | 2018–2019 | 82  | 50 |
| Leon Draisaitl       | Edmonton Oilers                     | 2021–2022 | 80  | 55 |
| Leon Draisaitl       | Edmonton Oilers                     | 2022–2023 | 80  | 52 |
| Leon Draisaitl       | Edmonton Oilers                     | 2024–2025 | 71  | 52 |
| Phil Esposito        | Boston Bruins                       | 1970–1971 | 78  | 76 |
| Phil Esposito        | Boston Bruins                       | 1971–1972 | 76  | 66 |
| Phil Esposito        | Boston Bruins                       | 1972–1973 | 78  | 55 |
| Phil Esposito        | Boston Bruins                       | 1973–1974 | 78  | 68 |
| Phil Esposito        | Boston Bruins                       | 1974–1975 | 79  | 61 |
| Szergej Fjodorov     | Detroit Red Wings                   | 1993–1994 | 82  | 56 |
| Theoren Fleury       | Calgary Flames                      | 1990–1991 | 79  | 51 |
| Danny Gare           | Buffalo Sabres                      | 1975–1976 | 79  | 50 |
| Danny Gare           | Buffalo Sabres                      | 1979–1980 | 76  | 56 |
| Mike Gartner         | Washington Capitals                 | 1984–1985 | 80  | 50 |
| Bernie Geoffrion     | Montréal Canadiens                  | 1960–1961 | 64  | 50 |
| Michel Goulet        | Quebec Nordiques                    | 1982–1983 | 80  | 57 |
| Michel Goulet        | Quebec Nordiques                    | 1983–1984 | 75  | 56 |
| Michel Goulet        | Quebec Nordiques                    | 1984–1985 | 69  | 55 |
| Michel Goulet        | Quebec Nordiques                    | 1985–1986 | 75  | 53 |
| Danny Grant          | Detroit Red Wings                   | 1974–1975 | 80  | 50 |
| Adam Graves          | New York Rangers                    | 1993–1994 | 84  | 52 |
| Wayne Gretzky        | Edmonton Oilers                     | 1979–1980 | 79  | 51 |
| Wayne Gretzky        | Edmonton Oilers                     | 1980–1981 | 80  | 55 |
| Wayne Gretzky        | Edmonton Oilers                     | 1981–1982 | 80  | 92 |
| Wayne Gretzky        | Edmonton Oilers                     | 1982–1983 | 80  | 71 |
| Wayne Gretzky        | Edmonton Oilers                     | 1983–1984 | 74  | 87 |
| Wayne Gretzky        | Edmonton Oilers                     | 1984–1985 | 80  | 73 |
| Wayne Gretzky        | Edmonton Oilers                     | 1985–1986 | 80  | 52 |
| Wayne Gretzky        | Edmonton Oilers                     | 1986–1987 | 79  | 62 |
| Wayne Gretzky        | Los Angeles Kings                   | 1988–1989 | 78  | 54 |
| Vic Hadfield         | New York Rangers                    | 1971–1972 | 78  | 50 |
| Dale Hawerchuk       | Winnipeg Jets                       | 1984–1985 | 80  | 53 |
| Dany Heatley         | Ottawa Senators                     | 2005–2006 | 82  | 50 |
| Dany Heatley         | Ottawa Senators                     | 2006–2007 | 82  | 50 |
| Milan Hejduk         | Colorado Avalanche                  | 2002–2003 | 82  | 50 |
| Ken Hodge            | Boston Bruins                       | 1973–1974 | 76  | 50 |
| Bobby Hull           | Chicago Blackhawks                  | 1961–1962 | 70  | 50 |
| Bobby Hull           | Chicago Blackhawks                  | 1965–1966 | 65  | 54 |
| Bobby Hull           | Chicago Blackhawks                  | 1966–1967 | 66  | 52 |
| Bobby Hull           | Chicago Blackhawks                  | 1968–1969 | 74  | 58 |
| Bobby Hull           | Chicago Blackhawks                  | 1971–1972 | 78  | 50 |
| Brett Hull           | St. Louis Blues                     | 1989–1990 | 80  | 72 |
| Brett Hull           | St. Louis Blues                     | 1990–1991 | 78  | 86 |
| Brett Hull           | St. Louis Blues                     | 1991–1992 | 73  | 70 |
| Brett Hull           | St. Louis Blues                     | 1992–1993 | 80  | 54 |
| Brett Hull           | St. Louis Blues                     | 1993–1994 | 81  | 57 |
| Zach Hyman           | Edmonton Oilers                     | 2023–2024 | 80  | 54 |
| Jarome Iginla        | Calgary Flames                      | 2001–2002 | 82  | 52 |
| Jarome Iginla        | Calgary Flames                      | 2007–2008 | 82  | 50 |
| Jaromír Jágr         | Pittsburgh Penguins                 | 1995–1996 | 82  | 62 |
| Jaromír Jágr         | Pittsburgh Penguins                 | 2000–2001 | 81  | 52 |
| Jaromír Jágr         | New York Rangers                    | 2005–2006 | 82  | 54 |
| Paul Kariya          | Mighty Ducks of Anaheim             | 1995–1996 | 82  | 50 |
| Rick Kehoe           | Pittsburgh Penguins                 | 1980–1981 | 80  | 55 |
| Tim Kerr             | Philadelphia Flyers                 | 1983–1984 | 79  | 54 |
| Tim Kerr             | Philadelphia Flyers                 | 1984–1985 | 74  | 54 |
| Tim Kerr             | Philadelphia Flyers                 | 1985–1986 | 76  | 58 |
| Tim Kerr             | Philadelphia Flyers                 | 1986–1987 | 75  | 58 |
| Ilja Kovalcsuk       | Atlanta Thrashers                   | 2005–2006 | 78  | 52 |
| Ilja Kovalcsuk       | Atlanta Thrashers                   | 2007–2008 | 79  | 52 |
| Chris Kreider        | New York Rangers                    | 2021–2022 | 81  | 52 |
| Jari Kurri           | Edmonton Oilers                     | 1983–1984 | 64  | 52 |
| Jari Kurri           | Edmonton Oilers                     | 1984–1985 | 73  | 71 |
| Jari Kurri           | Edmonton Oilers                     | 1985–1986 | 78  | 68 |
| Jari Kurri           | Edmonton Oilers                     | 1986–1987 | 79  | 54 |
| Guy Lafleur          | Montréal Canadiens                  | 1974–1975 | 70  | 53 |
| Guy Lafleur          | Montréal Canadiens                  | 1975–1976 | 80  | 56 |
| Guy Lafleur          | Montréal Canadiens                  | 1976–1977 | 80  | 56 |
| Guy Lafleur          | Montréal Canadiens                  | 1977–1978 | 78  | 60 |
| Guy Lafleur          | Montréal Canadiens                  | 1978–1979 | 80  | 52 |
| Guy Lafleur          | Montréal Canadiens                  | 1979–1980 | 74  | 50 |
| Pat LaFontaine       | New York Islanders                  | 1989–1990 | 74  | 54 |
| Pat LaFontaine       | Buffalo Sabres                      | 1992–1993 | 84  | 53 |
| Pierre Larouche      | Pittsburgh Penguins                 | 1975–1976 | 76  | 53 |
| Pierre Larouche      | Montréal Canadiens                  | 1979–1980 | 73  | 50 |
| Reggie Leach         | Philadelphia Flyers                 | 1975–1976 | 80  | 61 |
| Reggie Leach         | Philadelphia Flyers                 | 1979–1980 | 76  | 50 |
| Vincent Lecavalier   | Tampa Bay Lightning                 | 2006–2007 | 82  | 52 |
| John LeClair         | Philadelphia Flyers                 | 1995–1996 | 82  | 51 |
| John LeClair         | Philadelphia Flyers                 | 1996–1997 | 82  | 50 |
| John LeClair         | Philadelphia Flyers                 | 1997–1998 | 82  | 51 |
| Gary Leeman          | Toronto Maple Leafs                 | 1989–1990 | 80  | 51 |
| Mario Lemieux        | Pittsburgh Penguins                 | 1986–1987 | 63  | 54 |
| Mario Lemieux        | Pittsburgh Penguins                 | 1987–1988 | 77  | 70 |
| Mario Lemieux        | Pittsburgh Penguins                 | 1988–1989 | 76  | 85 |
| Mario Lemieux        | Pittsburgh Penguins                 | 1992–1993 | 60  | 69 |
| Mario Lemieux        | Pittsburgh Penguins                 | 1995–1996 | 70  | 69 |
| Mario Lemieux        | Pittsburgh Penguins                 | 1996–1997 | 76  | 50 |
| Håkan Loob           | Calgary Flames                      | 1987–1988 | 80  | 50 |
| Nathan Mackinnon     | Colorado Avalache                   | 2023–2024 | 82  | 51 |
| Rick MacLeish        | Philadelphia Flyers                 | 1972–1973 | 78  | 50 |
| Jevgenyij Malkin     | Pittsburgh Penguins                 | 2011–2012 | 75  | 50 |
| Rick Martin          | Buffalo Sabres                      | 1973–1974 | 78  | 52 |
| Rick Martin          | Buffalo Sabres                      | 1974–1975 | 68  | 52 |
| Dennis Maruk         | Washington Capitals                 | 1980–1981 | 80  | 50 |
| Dennis Maruk         | Washington Capitals                 | 1981–1982 | 80  | 60 |
| Auston Matthews      | Toronto Maple Leafs                 | 2021–2022 | 73  | 60 |
| Auston Matthews      | Toronto Maple Leafs                 | 2023–2024 | 81  | 69 |
| Connor McDavid       | Edmonton Oilers                     | 2022–2023 | 82  | 64 |
| Larry McDonald       | Calgary Flames                      | 1982–1983 | 80  | 66 |
| Mark Messier         | Edmonton Oilers                     | 1981–1982 | 78  | 50 |
| Rick Middleton       | Boston Bruins                       | 1981–1982 | 75  | 51 |
| Mike Modano          | Dallas Stars                        | 1993–1994 | 76  | 50 |
| Alekszandr Mogilnij  | Buffalo Sabres                      | 1992–1993 | 77  | 76 |
| Alekszandr Mogilnij  | Vancouver Canucks                   | 1995–1996 | 79  | 55 |
| Joe Mullen           | Calgary Flames                      | 1988–1989 | 79  | 51 |
| Cam Neely            | Boston Bruins                       | 1989–1990 | 76  | 55 |
| Cam Neely            | Boston Bruins                       | 1990–1991 | 69  | 51 |
| Cam Neely            | Boston Bruins                       | 1993–1994 | 49  | 50 |
| Bernie Nicholls      | Los Angeles Kings                   | 1988–1989 | 79  | 70 |
| Joe Nieuwendyk       | Calgary Flames                      | 1987–1988 | 75  | 51 |
| Joe Nieuwendyk       | Calgary Flames                      | 1988–1989 | 77  | 51 |
| John Ogrodnick       | Detroit Red Wings                   | 1984–1985 | 79  | 55 |
| Alekszander Ovecskin | Washington Capitals                 | 2005–2006 | 81  | 52 |
| Alekszander Ovecskin | Washington Capitals                 | 2007–2008 | 82  | 65 |
| Alekszander Ovecskin | Washington Capitals                 | 2008–2009 | 79  | 56 |
| Alekszander Ovecskin | Washington Capitals                 | 2009–2010 | 72  | 50 |
| Alekszander Ovecskin | Washington Capitals                 | 2013–2014 | 78  | 51 |
| Alekszander Ovecskin | Washington Capitals                 | 2014–2015 | 81  | 53 |
| Alekszander Ovecskin | Washington Capitals                 | 2015–2016 | 79  | 50 |
| Alekszander Ovecskin | Washington Capitals                 | 2018–2019 | 81  | 51 |
| Alekszander Ovecskin | Washington Capitals                 | 2021–2022 | 77  | 50 |
| David Pastrňák       | Boston Bruins                       | 2022–2023 | 82  | 61 |
| Corry Perry          | Anaheim Ducks                       | 2010-2011 | 82  | 50 |
| Jean Pronovost       | Pittsburgh Penguins                 | 1975–1976 | 80  | 52 |
| Mikko Rantanen       | Colorado Avalache                   | 2022–2023 | 82  | 55 |
| Mark Recchi          | Philadelphia Flyers                 | 1992–1993 | 84  | 53 |
| Mickey Redmond       | Detroit Red Wings                   | 1972–1973 | 76  | 52 |
| Mickey Redmond       | Detroit Red Wings                   | 1973–1974 | 76  | 51 |
| Sam Reinhart         | Florida Panthers                    | 2023–2024 | 82  | 57 |
| Jacques Richard      | Quebec Nordiques                    | 1980–1981 | 78  | 52 |
| Maurice Richard      | Montréal Canadiens                  | 1944–1945 | 50  | 50 |
| Stephane Richer      | Montréal Canadiens                  | 1987–1988 | 72  | 50 |
| Stephane Richer      | Montréal Canadiens                  | 1989–1990 | 75  | 51 |
| Gary Roberts         | Calgary Flames                      | 1991–1992 | 76  | 53 |
| Luc Robitaille       | Los Angeles Kings                   | 1987–1988 | 80  | 53 |
| Luc Robitaille       | Los Angeles Kings                   | 1989–1990 | 80  | 52 |
| Luc Robitaille       | Los Angeles Kings                   | 1992–1993 | 84  | 63 |
| Jeremy Roenick       | Chicago Blackhawks                  | 1991–1992 | 80  | 53 |
| Jeremy Roenick       | Chicago Blackhawks                  | 1992–1993 | 84  | 50 |
| Joe Sakic            | Colorado Avalanche                  | 1995–1996 | 82  | 51 |
| Joe Sakic            | Colorado Avalanche                  | 2000–2001 | 82  | 54 |
| Al Secord            | Chicago Blackhawks                  | 1982–1983 | 80  | 54 |
| Teemu Selänne        | Winnipeg Jets                       | 1992–1993 | 84  | 76 |
| Teemu Selänne        | Mighty Ducks of Anaheim             | 1996–1997 | 78  | 51 |
| Teemu Selänne        | Mighty Ducks of Anaheim             | 1997–1998 | 73  | 52 |
| Brendan Shanahan     | St. Louis Blues                     | 1992–1993 | 71  | 51 |
| Brendan Shanahan     | St. Louis Blues                     | 1993–1994 | 81  | 52 |
| Ray Sheppard         | Detroit Red Wings                   | 1993–1994 | 82  | 52 |
| Steve Shutt          | Montréal Canadiens                  | 1976–1977 | 80  | 60 |
| Charlie Simmer       | Los Angeles Kings                   | 1979–1980 | 64  | 56 |
| Charlie Simmer       | Los Angeles Kings                   | 1980–1981 | 65  | 56 |
| Craig Simpson        | Pittsburgh Penguins/Edmonton Oilers | 1987–1988 | 80  | 56 |
| Steven Stamkos       | Tampa Bay Lightning                 | 2009–2010 | 82  | 51 |
| Steven Stamkos       | Tampa Bay Lightning                 | 2010–2012 | 82  | 60 |
| Kevin Stevens        | Pittsburgh Penguins                 | 1991–1992 | 80  | 54 |
| Kevin Stevens        | Pittsburgh Penguins                 | 1992–1993 | 72  | 55 |
| Blaine Stoughton     | Hartford Whalers                    | 1979–1980 | 80  | 56 |
| Blaine Stoughton     | Hartford Whalers                    | 1981–1982 | 80  | 52 |
| Keith Tkachuk        | Winnipeg Jets                       | 1995–1996 | 76  | 50 |
| Keith Tkachuk        | Phoenix Coyotes                     | 1996–1997 | 81  | 52 |
| Bryan Trottier       | New York Islanders                  | 1981–1982 | 80  | 50 |
| Pierre Turgeon       | New York Islanders                  | 1992–1993 | 83  | 58 |
| Rick Vaive           | Toronto Maple Leafs                 | 1981–1982 | 77  | 54 |
| Rick Vaive           | Toronto Maple Leafs                 | 1982–1983 | 78  | 51 |
| Rick Vaive           | Toronto Maple Leafs                 | 1983–1984 | 76  | 52 |
| Steve Yzerman        | Detroit Red Wings                   | 1987–1988 | 64  | 50 |
| Steve Yzerman        | Detroit Red Wings                   | 1988–1989 | 80  | 65 |
| Steve Yzerman        | Detroit Red Wings                   | 1989–1990 | 79  | 62 |
| Steve Yzerman        | Detroit Red Wings                   | 1990–1991 | 80  | 51 |
| Steve Yzerman        | Detroit Red Wings                   | 1992–1993 | 84  | 58 |